# Witbruin franjekelkje
Het witbruin franjekelkje (Lasiobelonium variegatum) is een schimmel behorend tot de familie Solenopeziaceae. Het komt voor op loofhout (o.a. populier).

## Kenmerken
Het hymenium is witbruin. Het heeft bruine haren. De sporen zijn 11-13 (16) micron lang.

## Verspreiding
In Nederland komt het witbruin franjekelkje zeldzaam voor.